# The Wave
The Wave (с англ. — «Волна») — дебютный сольный альбом британского автора-исполнителя Тома Чаплина, вышедший в октябре 2016 года на лейбле Island Records.

## Об альбоме
Это первый сольный альбом Тома Чаплина с тех пор, как Keane объявили в 2013 году о своем творческом перерыве. Чаплин назвал процесс записи сольного альбома «пугающей перспективой для человека, который ничего другого не умеет».
После того, как участники группы занялись новыми проектами, Чаплин снова начал употреблять наркотики из-за беспокойства по поводу альбома, и он «думал, что мог умереть» в начале 2015 года: «Когда я наконец освободился от многолетней растущей зависимости, мне открылось место для вдохновения и творчества. Я приступил к написанию альбома, который документирует мой переход из самых тёмных уголков человеческого опыта в место решения, удовлетворения и счастья. Наконец-то мне теперь комфортно на душе, я осуществил эту неуловимую мечту — написать набор песен, которые я действительно могу назвать своими».

## Продвижение

### Музыкальные видео
Первым видеоклипом с альбома стала песня «Hardened Heart» (с англ. — «Закалённое сердце»), вышедший 12 августа 2016 года. 26 августа 2016 года вместе с музыкальным клипом был выпущен первый сингл с альбома, «Quicksand». 16 января 2017 вышел клип на песню «Still Waiting».

### Тур
5 сентября 2016 года Чаплин объявил свой первый сольный тур в поддержку альбома. Тур проходил с 23 по 31 октября 2016 года и был описан как «серия закрытых клубных шоу» из восьми концертов в Брайтоне, Бристоле, Ноттингеме, Лидсе, Манчестере, Глазго, Бирмингеме и Ислингтоне в Лондоне.

## Синглы
«Quicksand» был выпущен первым синглом с альбома 26 августа 2016.
Второй сингл, «Still Waiting», вышел 16 января 2017.
Третий, «Solid Gold», — 17 марта 2017; четвёртый — «See It So Clear», — 14 апреля 2017.
Три остальные песни были доступны для покупки до выхода альбома — «Hardened Heart», «Hold On To Our Love» и «Still Waiting» — хоть они и не были выпущены в качестве синглов.

## Список композиций
| №                   | Название              | Автор(ы)                     | Длительность |
| ------------------- | --------------------- | ---------------------------- | ------------ |
| 1.                  | «Still Waiting»       | Том Чаплин Дэн Хет           | 3:51         |
| 2.                  | «Hardened Heart»      | Чаплин МакЭлиготт            | 3:44         |
| 3.                  | «The River»           | Чаплин Хейлс                 | 4:12         |
| 4.                  | «Worthless Words»     | Чаплин Хейлс                 | 3:05         |
| 5.                  | «I Remember You»      | Чаплин                       | 3:46         |
| 6.                  | «Bring the Rain»      | Чаплин МакЭлиготт            | 4:16         |
| 7.                  | «Hold On to Our Love» | Чаплин МакЭлиготт            | 3:45         |
| 8.                  | «Quicksand»           | Чаплин Хейлс                 | 4:03         |
| 9.                  | «Solid Gold»          | Чаплин Барри Пол Марк Тейлор | 3:53         |
| 10.                 | «See It So Clear»     | Чаплин Хейлс                 | 4:34         |
| 11.                 | «The Wave»            | Чаплин Дэвид Костен          | 3:24         |
| Общая длительность: | Общая длительность:   | Общая длительность:          | 42:39        |

| №                   | Название            | Автор(ы)            | Продюсеры           | Длительность |
| ------------------- | ------------------- | ------------------- | ------------------- | ------------ |
| 12.                 | «Better Way»        | Чаплин Джим Элиот   | Чаплин МакЭлиготт   | 4:10         |
| 13.                 | «Turning Back»      | Чаплин МакЭлиготт   | Чаплин МакЭлиготт   | 3:32         |
| 14.                 | «Love Wins»         | Чаплин              | Чаплин МакЭлиготт   | 3:58         |
| 15.                 | «Cheating Death»    | Чаплин              | Чаплин МакЭлиготт   | 4:15         |
| 16.                 | «Bound Together»    | Чаплин Мэтт Моррис  | Чаплин Моррис       | 3:21         |
| Общая длительность: | Общая длительность: | Общая длительность: | Общая длительность: | 61:57        |

## Позиции в чартах
| Chart (2016)                      | Высшая позиция |
| --------------------------------- | -------------- |
| Бельгия/Фландрия (Ultratop)       | 37             |
| Бельгия/Валлония (Ultratop)       | 34             |
| Нидерланды (Album Top 100)        | 31             |
| Франция (SNEP)                    | 139            |
| Германия (Offizielle Top 100)     | 76             |
| Ирландия (IRMA)                   | 26             |
| Шотландия (Scottish Albums Chart) | 5              |
| Spanish Albums (PROMUSICAE)       | 35             |
| Швейцария (Schweizer Hitparade)   | 84             |
| Великобритания (UK Albums Chart)  | 3              |

## Участники записи
- Том Чаплин — вокал, гитара, клавишные
- Мэтт Уэрри — бас-гитара, бэк-вокал
- Дрейк Пьютисхолд — ударные

## Хронология выпуска
| Регион  | Дата            | Формат                                        | Лейбл          |
| ------- | --------------- | --------------------------------------------- | -------------- |
| Мировой | 14 октября 2016 | CD, цифровая дистрибуция, виниловая пластинка | Island Records |